# Rhyncomya masaimara
Rhyncomya masaimara är en tvåvingeart som beskrevs av Andy Z. Lehrer 2007. Rhyncomya masaimara ingår i släktet Rhyncomya och familjen Rhiniidae. Inga underarter finns listade i Catalogue of Life.